# 27240 Robhall
27240 Robhall este o planetă minoră (asteroid), cu un diametru de 4,104 km, din centura de asteroizi. A fost descoperită pe 12 octombrie 1999 la Stația Anderson Mesa de Lowell Observatory Near-Earth-Object Search. 
Obiectul prezintă o orbită caracterizată de o semiaxă mare de 2,4225191 UAi, o excentricitate de 0,08, o înclinație de 13,74603 ° în raport cu ecliptica.